# 婦中郵便局
婦中郵便局（ふちゅうゆうびんきょく）は、富山県富山市（旧婦負郡婦中町）にある郵便局である。局番号は32110。

## 概要
住所：〒939－2706 富山県富山市婦中町速星616

## 沿革
- 1927年（昭和2年）4月20日 - 速星郵便局として開局[1]。
- 1942年（昭和17年）6月1日 - 『婦中郵便局』と改称[2]。
- 1964年（昭和39年）10月10日 - 砺波市の宮木木材が請け負い、新局舎が着工[3]。
- 1965年（昭和40年）1月15日 - 『婦中郵便局』として延床面積190m2（54.3坪[2]）の局舎が竣工し、同年1月18日より業務開始[3]。
- 1985年（昭和60年）
  - 11月 - 局舎完成[4]。
  - 12月2日 - 鉄筋2階建ての新局舎にて営業開始[5]。
- 1986年（昭和61年）1月20日 - 現金自動預け払い機の稼働開始[5]。
- 2011年（平成23年）9月20日 - 集配業務を富山西郵便局へ移管。

## 取扱内容
- 郵便、印紙、ゆうパック、内容証明
- 貯金、為替、振替、振込、国際送金、外貨両替、国債、投資信託
- 生命保険、バイク自賠責保険、自動車保険、変額年金保険、がん保険、引受条件緩和型医療保険
- ゆうちょ銀行ATM

## 周辺
- 富山県道140号婦中平岡線
- 富山市婦中行政サービスセンター（旧婦中町役場）
- 速星駅
- 北陸銀行速星支店
- 富山第一銀行婦中支店
- 富山市立速星小学校